# Subaru 360
La Subaru 360 è una kei car, prima autovettura ad essere prodotta dalla casa automobilistica giapponese Subaru, costruita dal 1958 al 1971.

## Specifiche

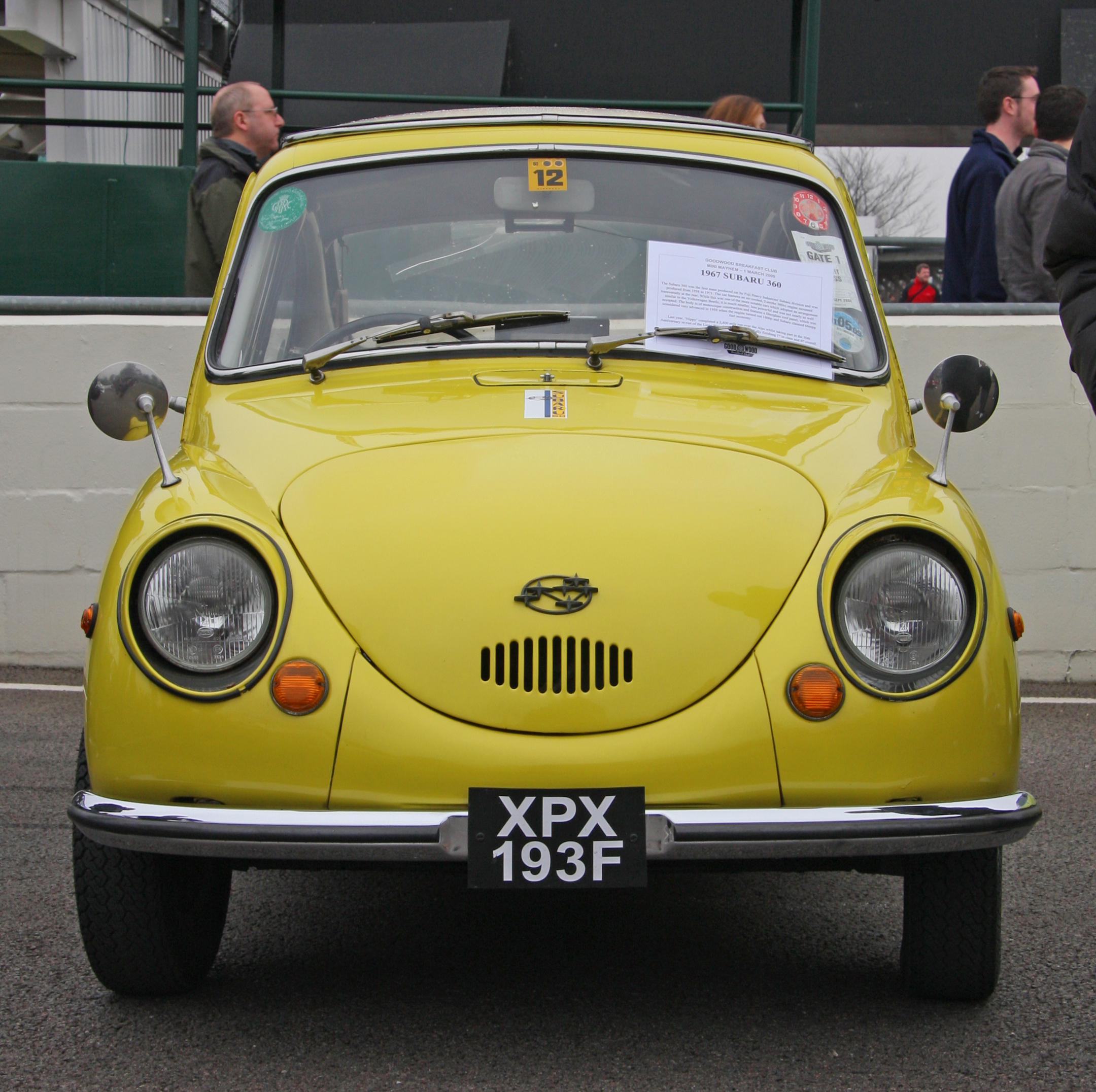
Subaru 360 del 1967

Dotata di una carrozzeria a due porte con motore aspirato da 356 cm³ montato posteriormente, aveva un telaio monoscocca, le sospensione posteriore ad assale oscillante, il tetto in fibra di vetro e le portiere con apertura controvento. Fu progettata in risposta alle normative sulle kei car emanate dal governo giapponese per aiutare a motorizzare la popolazione giapponese dopo la seconda guerra mondiale.
Soprannominata la "coccinella" in Giappone, la 360 era disponibile nelle varianti di carrozzeria station wagon e "cabriolet" (coupé con tetto apribile in tessuto). Diecimila vetture furono vendute anche negli Stati Uniti.
Fu sostituita dalla Subaru R-2.